# Lista amerykańskich senatorów ze stanu Oklahoma
Oklahoma dołączyła do Unii 16 listopada 1907 roku. Posiada prawo do mandatów senatorskich 2. i 3. klasy.

## 2. klasa
| Lp.   | Imię i nazwisko     | Imię i nazwisko | Od                | Do                | Partia               | Kadencja                                                                                                   | Uwagi |
| ----- | ------------------- | --------------- | ----------------- | ----------------- | -------------------- | --- | --- |
| 1     | Robert L. Owen      |                 | 11 grudnia 1907   | 4 marca 1925      | Partia Demokratyczna | 1 | Wybrany w 1907 |
| 1     | Robert L. Owen      | 2               | 11 grudnia 1907   | 4 marca 1925      | Partia Demokratyczna | Reelekcja w 1912                                                                                           | |
| 1     | Robert L. Owen      | 3               | 11 grudnia 1907   | 4 marca 1925      | Partia Demokratyczna | Reelekcja w 1918 Nie starał się o reelekcję w 1924                                                         | |
| 2     | William B. Pine     |                 | 4 marca 1925      | 4 marca 1931      | Partia Republikańska | 4 | Wybrany w 1924 Przegrał wybory w 1930                                                                              |
| 3     | Thomas Gore         |                 | 4 marca 1931      | 3 stycznia 1937   | Partia Demokratyczna | 5 | Wybrany w 1930 Przegrał prawybory w 1936                                                                           |
| 4     | Joshua B. Lee       |                 | 3 stycznia 1937   | 3 stycznia 1943   | Partia Demokratyczna | 6 | Wybrany w 1936 Przegrał wybory w 1942                                                                              |
| 5     | Edward H. Moore     |                 | 3 stycznia 1943   | 3 stycznia 1949   | Partia Republikańska | 7 | Wybrany w 1942 Nie starał się o reelekcję w 1948                                                                   |
| 6     | Robert S. Kerr      |                 | 3 stycznia 1949   | 1 stycznia 1963   | Partia Demokratyczna | 8 | Wybrany w 1948 |
| 6     | Robert S. Kerr      | 9               | 3 stycznia 1949   | 1 stycznia 1963   | Partia Demokratyczna | Reelekcja w 1954                                                                                           | |
| 6     | Robert S. Kerr      | 10              | 3 stycznia 1949   | 1 stycznia 1963   | Partia Demokratyczna | Reelekcja w 1960 Zmarł w trakcie trwania kadencji w 1963                                                   | |
| Wakat | Wakat               | Wakat           | 1 stycznia 1963   | 7 stycznia 1963   |                      | 10 | |
| 7     | J. Howard Edmondson |                 | 7 stycznia 1963   | 3 listopada 1964  | Partia Demokratyczna | 10 | Mianowany do kontynuowania kadencji w 1963 Przegrał prawybory w wyborach specjalnych o dokończenie kadencji w 1964 |
| 8     | Fred R. Harris      |                 | 3 listopada 1964  | 3 stycznia 1973   | Partia Demokratyczna | 10 | Wybrany do dokończenia kadencji w wyborach specjalnych w 1964                                                      |
| 8     | Fred R. Harris      | 11              | 3 listopada 1964  | 3 stycznia 1973   | Partia Demokratyczna | Wybrany na pełną kadencję w 1966 Nie starał się o reelekcję w 1972                                         | |
| 9     | Dewey F. Bartlett   |                 | 3 stycznia 1973   | 3 stycznia 1979   | Partia Republikańska | 12 | Wybrany w 1972 Nie starał się o reelekcję w 1978                                                                   |
| 10    | David L. Boren      |                 | 3 stycznia 1979   | 15 listopada 1994 | Partia Demokratyczna | 13 | Wybrany w 1978 |
| 10    | David L. Boren      | 14              | 3 stycznia 1979   | 15 listopada 1994 | Partia Demokratyczna | Reelekcja w 1984                                                                                           | |
| 10    | David L. Boren      | 15              | 3 stycznia 1979   | 15 listopada 1994 | Partia Demokratyczna | Reelekcja w 1990 Zrezygnował w trakcie trwania kadencji, by objąć funkcję dyrektora University of Oklahoma | |
| Wakat | Wakat               | Wakat           | 15 listopada 1994 | 17 listopada 1994 |                      | 15 | |
| 11    | Jim Inhofe          |                 | 17 listopada 1994 | 3 stycznia 2023   | Partia Republikańska | 15 | Wybrany do dokończenia kadencji w wyborach specjalnych w 1994                                                      |
| 11    | Jim Inhofe          | 16              | 17 listopada 1994 | 3 stycznia 2023   | Partia Republikańska | Wybrany na pełną kadencję w 1996                                                                           | |
| 11    | Jim Inhofe          | 17              | 17 listopada 1994 | 3 stycznia 2023   | Partia Republikańska | Reelekcja w 2002                                                                                           | |
| 11    | Jim Inhofe          | 18              | 17 listopada 1994 | 3 stycznia 2023   | Partia Republikańska | Reelekcja w 2008                                                                                           | |
| 11    | Jim Inhofe          | 19              | 17 listopada 1994 | 3 stycznia 2023   | Partia Republikańska | Reelekcja w 2014                                                                                           | |
| 11    | Jim Inhofe          | 20              | 17 listopada 1994 | 3 stycznia 2023   | Partia Republikańska | Reelekcja w 2020 Zrezygnował przed końcem kadencji w 2023                                                  | |
| 12    | Markwayne Mullin    | 20              |                   | 3 stycznia 2023   | nadal                | Partia Republikańska                                                                                       | Wybrany do dokończenia kadencji w wyborach specjalnych w 2022                                                      |

## 3. klasa
| Lp. | Imię i nazwisko | Imię i nazwisko | Od                               | Do              | Partia               | Kadencja                                                  | Uwagi                                                         |
| --- | --------------- | --------------- | -------------------------------- | --------------- | -------------------- | --------------------------------------------------------- | ------------------------------------------------------------- |
| 1   | Thomas Gore     |                 | 11 grudnia 1907                  | 4 marca 1921    | Partia Demokratyczna | 1                                                         | Wybrany w 1907                                                |
| 1   | Thomas Gore     | 2               | 11 grudnia 1907                  | 4 marca 1921    | Partia Demokratyczna | Reelekcja w 1908                                          |                                                               |
| 1   | Thomas Gore     | 3               | 11 grudnia 1907                  | 4 marca 1921    | Partia Demokratyczna | Reelekcja w 1914 Przegrał prawybory w 1920                |                                                               |
| 2   | John W. Harreld |                 | 4 marca 1921                     | 4 marca 1927    | Partia Republikańska | 4                                                         | Wybrany w 1920 Przegrał wybory w 1926                         |
| 3   | Thomas Elmer    |                 | 4 marca 1927                     | 3 stycznia 1951 | Partia Demokratyczna | 5                                                         | Wybrany w 1926                                                |
| 3   | Thomas Elmer    | 6               | 4 marca 1927                     | 3 stycznia 1951 | Partia Demokratyczna | Reelekcja w 1932                                          |                                                               |
| 3   | Thomas Elmer    | 7               | 4 marca 1927                     | 3 stycznia 1951 | Partia Demokratyczna | Reelekcja w 1938                                          |                                                               |
| 3   | Thomas Elmer    | 8               | 4 marca 1927                     | 3 stycznia 1951 | Partia Demokratyczna | Reelekcja w 1944 Przegrał prawybory w 1950                |                                                               |
| 4   | Mike Monroney   |                 | 3 stycznia 1951                  | 3 stycznia 1969 | Partia Demokratyczna | 9                                                         | Wybrany w 1950                                                |
| 4   | Mike Monroney   | 10              | 3 stycznia 1951                  | 3 stycznia 1969 | Partia Demokratyczna | Reelekcja w 1956                                          |                                                               |
| 4   | Mike Monroney   | 11              | 3 stycznia 1951                  | 3 stycznia 1969 | Partia Demokratyczna | Reelekcja w 1962 Przegrał wybory w 1968                   |                                                               |
| 5   | Henry Bellmon   |                 | 3 stycznia 1969                  | 3 stycznia 1981 | Partia Republikańska | 12                                                        | Wybrany w 1968                                                |
| 5   | Henry Bellmon   | 13              | 3 stycznia 1969                  | 3 stycznia 1981 | Partia Republikańska | Reelekcja w 1974 Nie starał się o reelekcję w 1980        |                                                               |
| 6   | Don Nickles     |                 | 3 stycznia 1981                  | 3 stycznia 2005 | Partia Republikańska | 14                                                        | Wybrany w 1980                                                |
| 6   | Don Nickles     | 15              | 3 stycznia 1981                  | 3 stycznia 2005 | Partia Republikańska | Reelekcja w 1986                                          |                                                               |
| 6   | Don Nickles     | 16              | 3 stycznia 1981                  | 3 stycznia 2005 | Partia Republikańska | Reelekcja w 1992                                          |                                                               |
| 6   | Don Nickles     | 17              | 3 stycznia 1981                  | 3 stycznia 2005 | Partia Republikańska | Reelekcja w 1998 Nie starał się o reelekcję w 2004        |                                                               |
| 7   | Tom Coburn      |                 | 3 stycznia 2005                  | 3 stycznia 2015 | Partia Republikańska | 18                                                        | Wybrany w 2004                                                |
| 7   | Tom Coburn      | 19              | 3 stycznia 2005                  | 3 stycznia 2015 | Partia Republikańska | Reelekcja w 2010 Zrezygnował przed końcem kadencji w 2015 |                                                               |
| 8   | James Lankford  | 19              |                                  | 3 stycznia 2015 | nadal                | Partia Republikańska                                      | Wybrany do dokończenia kadencji w wyborach specjalnych w 2014 |
| 8   | James Lankford  | 19              | Wybrany na pełną kadencję w 2016 | 3 stycznia 2015 | nadal                | Partia Republikańska                                      |                                                               |
| 8   | James Lankford  | 20              | Reelekcja w 2022                 | 3 stycznia 2015 | nadal                | Partia Republikańska                                      |                                                               |